# Шкуратовский сельский совет
Шкуратовский сельский совет (укр. Шкуратівська сільська рада) — входит в состав
Белопольского района
Сумской области
Украины.
Административный центр сельского совета находится в 
с. Шкуратовка.

## Населённые пункты совета
- с. Шкуратовка
- с. Нагорновка
- с. Цимбаловка
- с. Череватовка